# Hemisus olivaceus
Hemisus olivaceus es una especie de anfibio anuro de la familia Hemisotidae.

## Distribución geográfica
Esta especie es endémica de la República Democrática del Congo. Habita en las provincias de Kivu del Sur, Maniema, Kivu del Norte, Tshopo, Bas-Uele, Haut-Uele e Ituri.
Su presencia es incierta en Uganda o África Central.

## Descripción
Los machos miden hasta 70 mm.

## Publicación original
- Laurent, 1963 : Three New Species of the Genus Hemisus. Copeia, vol. 1963, n.º 2, p. 395-399.[5]